# Oualia
Oualia és un poble i un municipi rural al cercle de Bafoulabé, regió de Kayes a Mali, a 59 km de Bafoulabé.

## Geografia
El municipi reagrupa 30 pobles i s'estén sobre una superfície de 1 085 km². La seva població es va estimar en 17.434 habitants l'any 2005 estant constituïda essencialment de malinkés, khassonkés i de peuls, amb alguns bambares, bozos i songhais. Els joves de menys de 25 anys representen 65% de la població.
El municipi està regat pel riu Bakoye sobre més de 50 km i dos marigots.
El clima és de tipus tropical amb una estació freda de novembre a gener (les temperatures poden baixar a 10°), una estació calenta de febrer a maig (les temperatures poden arribar a 42°) i una estació de les pluges, anomenada hivernada, de juny a octubre. Les precipitacions anuals varien de 600 a 900 mm.
El relief és molt accidentat, l'altitud passa de 100 a 500 metres.
La vegetació és la de la sabana atapeïda al nord, i la de sabana boscosa al sud.

## Història
La ciutat fou part de l'Imperi de Macina (malinke) i després fou conquerida per al-Hadjdj Umar Tall fundador de l'Imperi Tuculor. El 1879 era una fortalesa tuculor lleial al govern de Ségou en lluita contra els caps de Bafoulabé, lleials al faama (rei) malinke. Joseph Gallieni que va arribar aleshores (principis de 1880) a Bafoulabé va refusar intervenir en la lluita per la conquesta de la fortalesa, però va convocar als caps malinkes els quals van acceptar l'amistat francesa i el seu establiment al lloc, i alguns fins i tot van anar a Saint Louis a saludar al governador. Un fort fou construït poc després a Bafoulabé.
En 1961 fou creat el districte de Oualia pel regarupament dels antics cantons de Bétéa, Farimboula, Kolama, Koumakana i Nouroukourou. Oualia fou erigida en municipi rural per la llei del 4 de novembre de 1996.

## Economia i transport
L'agricultura és l'activitat dominant. Les principals produccions són el sorgo, el mill, la dacsa, el cacauet i l'arròs.
La població practica igualment l'horticultura, la ramaderia i el petit comerç. La pesca fluvial també es practica.
Oualia està situada en la línia de ferrocarril que connecta Bamako amb Dakar.